# Universidad Arturo Prat
A Universidad Arturo Prat é uma equipe do Chile que já disputou a Copa Libertadores de Futebol de Areia.

## História
A Universidad conquistou o campeonato Chileno na edição de 2017, na partida final, a Universidad Arturo Prat enfrentou a Universidade de Tarapacá, Arica. O jogo foi mesmo nos primeiros minutos, no entanto, os jogadores experientes que têm o Unap lhe deram a vitória. O resultado final foi 9-2 a favor da equipe local. Os goleadores do dia foram Sebastián Vega, que marcou três vezes, Daniel Papic, que marcou dois e gols de Felipe Yáñez, Alberto Echeverría, Pedro Silva e Kevin Flores. Além do título, o clube representou o Chile na Copa Libertadores de Futebol de Areia 2017 no Paraguai.